# Сфірча
Сфірча (рум. Sfircea) — село у повіті Долж в Румунії. Входить до складу комуни Бралоштіца.
Село розташоване на відстані 202 км на захід від Бухареста, 27 км на північний захід від Крайови.

## Населення
За даними перепису населення 2002 року у селі проживали 1112 осіб, усі — румуни. Усі жителі села рідною мовою назвали румунську.